# Marcin Naruszczka
Marcin Naruszczka (ur. 6 kwietnia 1983 w Wyszkowie) – polski zawodnik mieszanych sztuk walki (MMA) wagi średniej (występujący też w wadze półśredniej oraz półciężkiej). Były dwukrotny mistrz organizacji Respect FC w wadze średniej oraz półciężkiej. Mistrz PLMMA w wadze średniej w latach 2015-2017. Były zawodnik KSW, FEN oraz Oktagon MMA. Aktualnie związany kontraktem z Brave CF.

## Kariera MMA

### Wczesna kariera, amatorskie MMA
Naruszczka zaczął trenować amatorsko MMA w 2005 roku i przez ponad 3 lata był związany z olsztyńskim klubem Arrachnion MMA. W 2009 roku przeprowadził się do Warszawy i rozpoczął treningi w klubie założonym przez Mirosława Oknińskiego. W latach 2009–2011 święcił największe tryumfy w amatorskim MMA m.in. wygrał trzykrotnie turniej amatorskiej ligi mieszanych sztuk walki (ALMMA), zwyciężył na mistrzostwach Polski w Toruniu oraz zajął 1. miejsce na IX edycji Polskiej Ligi Shooto.

### Respect FC
Zawodowo zadebiutował w MMA w 2010 roku pokonując na punkty Błażeja Nagórskiego. Niepokonany od swojego debiutu na zawodowym ringu Naruszczka w 2011 roku związał się z niemiecką federacją Respect FC. W swojej pierwszej walce w Niemczech stoczył pojedynek o pas mistrzowski w wadze półciężkiej z Manuelem Masuchem który ostatecznie wygrał po wyczerpującym pojedynku w 4. rundzie przez poddanie (duszenie zza pleców). Podczas pierwszej obrony mistrzowskiego pasa na gali Respect FC 7 (21.04.2012) pokonał przez techniczny nokaut mającego ponad trzydzieści zawodowych walk Mario Stapela.

### KSW i Respect FC
W 2012 przeszedł do Konfrontacji Sztuk Walki. Zadebiutował w niej 12 maja na gali KSW 19 przeciwko Borysowi Mańkowskiemu w kat. -77 kg. Naruszczka przegrał na punkty z Mańkowskim po 2. rundach. Była to jego pierwsza zawodowa porażka od debiutu w 2010 roku.
22 września 2012 roku na Respect FC 8 zwyciężył Abu Azaitara, chociaż w czasie pojedynku Naruszczka był trzy razy nokdaunowany. Wygrana nad Azaitarem była również eliminatorem do walki o pas mistrzowski w wadze średniej (-84 kg).
Kolejny pojedynek w KSW stoczył 16 marca 2013 roku na KSW 22. Zmierzył się wtedy z byłym mistrzem M-1 Global, Rafałem Moksem. Naruszczka ostatecznie uległ Moksowi przez poddanie (duszenie gilotynowe) w 1. rundzie.
Do walki o pas niemieckiej organizacji doszło 13 kwietnia. Rywalem Polaka był ówcześnie niepokonany zawodnik gospodarzy Nicolas Panzer. Naruszczka zwyciężył przez TKO w 2. rundzie i został nowym mistrzem w wadze średniej (-84 kg) oraz pierwszym któremu udało się zdobyć pas mistrzowski w dwóch kategoriach wagowych w Respect FC.
24 maja 2014 stracił pas Respect FC wagi średniej na rzecz Penzera. 23 października 2015 pokonał Greka Nikosa Sokolisa, zostając mistrzem PLMMA w wadze średniej.

### Powrót do FEN
12 marca 2022 podczas gali FEN 39 ogłoszono, że Naruszczka na kolejnej gali zawalczy o pas mistrzowski FEN w wadze średniej. Walkę o tytuł stoczył 18 czerwca tego samego roku, gdzie przegrał przez nokaut z Piotrem Kuberskim na 8 sekund przed zakończeniem pierwszej rundy.

### Brave CF
18 lutego 2023 w Belgradzie podczas gali Brave CF 69 zmierzył się w konfrontacji z Serbem, Aleksandarem Iliciem. Przegrał po bliskiej walce werdyktem niejednogłośnym.

## Walka w boksie
Na dzień przed galą Prime 11, z pod szyldu federacji typu freak fight, Prime Show MMA, ogłoszono walkę Naruszczki z Cezarym Oleksiejczukiem. Zawodnicy skrzyżowali rękawice w formule bokserskiej, jednak w rękawiach z swojej dyscypliny (MMA). Wydarzenie Prime 11 odbyło się 11 stycznia 2025 w Ostrowie Wielkopolskim. Naruszczka w pierwszej rundzie trzy razy leżał na deskach, w wyniku czego przegrał przez techinczny nokaut.

## Osiągnięcia

### Mieszane sztuki walki
Zawodowe:
- 2015-2017: Mistrz PLMMA w wadze średniej
- 2013-2014: Mistrz Respect FC w wadze średniej (-84 kg)
- 2011-2012: Mistrz Respect FC w wadze półciężkiej (-93 kg)

Amatorskie:
- 2011: Mistrzostwa Polski MMA w kat. 96 kg – 2. miejsce[21]
- 2011,2010,2009: Trzykrotny zwycięzca Amatorskiej Liga Mieszanych Sztuk Walki w kat 93 kg[22]
- 2010: IX edycja Polskiej Ligi Shooto – 1. miejsce w kat. -91 kg[23]
- 2010: Mistrzostwa Polski Amatorskiego MMA w Toruniu – 1. miejsce w kat. -91 kg[24]
- 2009: Mistrzostwa Polski Północnej Amatorskiego MMA w Olsztynie – 1. miejsce w kat. -93 kg[24]

## Lista walk

### MMA
| Wynik     | Bilans  | Przeciwnik (bilans przed walką) | Rozstrzygnięcie                                     | Runda | Czas | Rozgrywki                                              | Data       | Miejsce       | Uwagi                                                                |
| --------- | ------- | ------------------------------- | --------------------------------------------------- | ----- | ---- | ------------------------------------------------------ | ---------- | ------------- | -------------------------------------------------------------------- |
| Przegrana | 23-13-2 | Aleksandar Ilić (14-5)          | Decyzja (niejednogłośna)                            | 3     | 5:00 | Brave CF 69                                            | 18.02.2023 | Belgrad       | Limit umowny -90 kg. Co-Main Event                                   |
| Przegrana | 23-12-2 | Piotr Kuberski (9-1)            | KO (lewy sierpowy)                                  | 1     | 4:52 | FEN 40: Energa Fight Night Ostróda                     | 18.06.2022 | Ostróda       | Pojedynek o pas mistrzowski FEN w wadze średniej.                    |
| Wygrana   | 23-11-2 | Jakub Běle (6-7)                | Decyzja (jednogłośna)                               | 3     | 5:00 | Oktagon 29: Kozma vs. Veličković                       | 04.12.2021 | Ostrawa       |                                                                      |
| Przegrana | 22-11-2 | David Hošek (5-2-1)             | TKO (przerwanie przez sędziego)                     | 2     | 2:38 | Oktagon 28: Pešta vs. Pütz                             | 25.09.2021 | Praga         | Limit umowny -86 kg.                                                 |
| Przegrana | 22-10-2 | Samuel Krištofič (14-3)         | Decyzja (jednogłośna)                               | 5     | 5:00 | Oktagon 26: Naruszczka vs. Krištofič                   | 24.07.2021 | Praga         | Pojedynek o tymczasowy pas mistrzowski Oktagon MMA w wadze średniej. |
| Wygrana   | 22-9-2  | Eric Spicely (12-6)             | TKO (ciosy pięściami)                               | 2     | 2:25 | Oktagon 24: Kozma vs. Silva                            | 29.05.2021 | Brno          | Limit umowny 88 kg.                                                  |
| Wygrana   | 21-9-2  | Ivan Čosić (6-0)                | Decyzja (niejednogłośna)                            | 3     | 5:00 | FEN 31: Lotos Fight Night Łódź                         | 28.11.2020 | Łódź          | Bonus za walkę wieczoru.                                             |
| Wygrana   | 20-9-2  | Marko Radaković (10-3)          | KO (ciosy pięściami)                                | 1     | 4:55 | FEN 29: Lotos Fight Night Ostróda                      | 22.08.2020 | Ostróda       |                                                                      |
| Remis     | 19-9-2  | Bartosz Leśko (8-1-1)           | Remis (niejednogłośny)                              | 3     | 5:00 | FEN 24: All or Nothing                                 | 16.03.2019 | Warszawa      | Eliminator do walki o pas mistrzowski FEN w wadze średniej.          |
| Przegrana | 19-9-1  | Rafał Haratyk (9-3-2)           | Decyzja (jednogłośna)                               | 3     | 5:00 | Babilon MMA 5: Skibiński vs. Melillo                   | 18.08.2018 | Międzyzdroje  |                                                                      |
| Wygrana   | 19-8-1  | Bartosz Leśko (6-0-1)           | Decyzja (jednogłośna)                               | 3     | 5:00 | FEN 20: Next Level                                     | 10.03.2018 | Warszawa      |                                                                      |
| Przegrana | 18-8-1  | Andrzej Grzebyk (10-3)          | Decyzja (jednogłośna)                               | 3     | 5:00 | FEN 18: Summer Edition                                 | 12.08.2017 | Koszalin      |                                                                      |
| Przegrana | 18-7-1  | Leandro Bispo (7-4)             | Decyzja (większościowa)                             | 3     | 5:00 | PLMMA 73                                               | 20.05.2017 | Ciechanów     |                                                                      |
| Przegrana | 18-6-1  | Costello van Steenis (7-1)      | Dyskwalifikacja (niedozwolone kopnięcie w parterze) | 2     |      | PLMMA 72                                               | 04.03.2017 | Łomianki      | Stracił pas mistrzowski PLMMA w wadze średniej.                      |
| Wygrana   | 18-5-1  | Filip Tomczak (4-0)             | Decyzja (jednogłośna)                               | 3     | 5:00 | FEN 15: Final Strike                                   | 14.01.2017 | Lubin         |                                                                      |
| Wygrana   | 17-5-1  | Matt Horwich (29-24-1)          | Decyzja (jednogłośna)                               | 3     | 5:00 | PLMMA 70: Championship                                 | 04.11.2016 | Warszawa      | Obronił pas mistrzowski PLMMA w wadze średniej.                      |
| Wygrana   | 16-5-1  | Paweł Brandys (5-2-2)           | Decyzja (jednogłośna)                               | 3     | 5:00 | PLMMA 67/MMA Nastula CUP 1                             | 21.05.2016 | Łomianki      | Obronił pas mistrzowski PLMMA w wadze średniej.                      |
| Wygrana   | 15-5-1  | Rafał Haratyk (6-1-2)           | TKO (ciosy pięściami)                               | 2     |      | FEN 11: Warsaw Time                                    | 19.03.2016 | Warszawa      |                                                                      |
| Wygrana   | 14-5-1  | Krzysztof Sadecki (3-1)         | Decyzja (jednogłośna)                               | 3     | 5:00 | PLMMA 62/AFC 6                                         | 09.01.2016 | Wyszków       | Obronił pas mistrzowski PLMMA w wadze średniej.                      |
| Wygrana   | 13-5-1  | Nikos Sokolis (12-2)            | Decyzja (jednogłośna)                               | 3     | 5:00 | PLMMA 59/AFC 3                                         | 23.10.2015 | Legionowo     | Zdobył pas mistrzowski PLMMA w wadze średniej.                       |
| Remis     | 12-5-1  | Paweł Brandys (5-2)             | Remis (niejednogłośny)                              | 3     | 5:00 | PLMMA 56                                               | 16.06.2015 | Bielsko-Biała |                                                                      |
| Przegrana | 12-5    | Nicolas Penzer (10-1)           | Decyzja (niejednogłośna)                            | 2     | ?    | Respect FC / Caged – MMA Fighting Series               | 24.05.2014 | Karlsruhe     | Stracił pas mistrzowski Respect FC w wadze średniej.                 |
| Przegrana | 12-4    | Ajgun Achmiedow (10-1)          | TKO (ciosy pięściami)                               | 2     | 2:45 | Pyatigorsk Fighting Championship 1 – Russia vs. Poland | 07.12.2013 | Piatigorsk    |                                                                      |
| Przegrana | 12-3    | Abu Azaitar (7-1)               | TKO (ciosy pięściami)                               | 2     | 2:15 | German MMA Championship 4                              | 06.07.2013 | Herne         |                                                                      |
| Wygrana   | 12-2    | Nicolas Penzer (7-0)            | KO (ciosy kolanami)                                 | 2     | 4:38 | Respect FC 9                                           | 13.04.2013 | Kolonia       | Zdobył pas mistrzowski Respect FC w wadze średniej.                  |
| Przegrana | 11-2    | Rafał Moks (6-6)                | Poddanie (duszenie gilotynowe)                      | 1     | 3:01 | KSW 22: Czas Dumy                                      | 16.03.2013 | Warszawa      | Limit umowny -80 kg.                                                 |
| Wygrana   | 11-1    | Abu Azaitar (6-0)               | TKO (rozcięcie)                                     | 1     | 5:00 | Respect FC 8                                           | 22.09.2012 | Wuppertal     | Eliminator do walki o pas mistrzowski Respect FC w wadze średniej.   |
| Przegrana | 10-1    | Borys Mańkowski (11-4-1)        | Decyzja (niejednogłośna)                            | 2     | 5:00 | KSW 19: Pudzianowski vs. Sapp                          | 12.05.2012 | Łódź          | Pojedynek w wadze półśredniej.                                       |
| Wygrana   | 10-0    | Mario Stapel (19-15)            | TKO (ciosy kolanami)                                | 1     | 1:18 | Respect FC 7                                           | 21.04.2012 | Essen         | Obronił pas mistrzowski Respect FC w wadze półciężkiej.              |
| Wygrana   | 9-0     | Artur Kadłubek (12-8)           | Poddanie (duszenie trójkątne nogami)                | 1     | 4:57 | MMA Challengers 7                                      | 10.03.2012 | Katowice      |                                                                      |
| Wygrana   | 8-0     | Manuel Masuch (4-2)             | Poddanie (duszenie zza pleców)                      | 4     | 3:03 | Respect FC 6                                           | 17.09.2011 | Wuppertal     | Zdobył pas mistrzowski Respect FC w wadze półciężkiej.               |
| Wygrana   | 7-0     | Adrian Kochanek (0-1)           | Decyzja (jednogłośna)                               | 2     | 5:00 | Międzynarodowy turniej bokserski 4                     | 20.08.2011 | Stepnica      |                                                                      |
| Wygrana   | 6-0     | Patryk Kowoll (1-1)             | TKO (ciosy pięściami)                               | 1     | 2:30 | Pro Fight 6                                            | 04.06.2011 | Włocławek     |                                                                      |
| Wygrana   | 5-0     | Paweł Kubiak (0-1)              | Decyzja (jednogłośna)                               | 2     | 5:00 | Fight Club Koszalin                                    | 14.05.2011 | Koszalin      |                                                                      |
| Wygrana   | 4-0     | Bogusław Bagiński (0-0)         | Decyzja (jednogłośna)                               | 2     | 5:00 | Chełm Fight Night                                      | 09.04.2011 | Chełm         |                                                                      |
| Wygrana   | 3-0     | Remigiusz Gros (2-1)            | TKO (wycofanie się z pojedynku)                     | 1     | 3:45 | Black Dragon – Fight Show                              | 20.11.2010 | Andrychów     |                                                                      |
| Wygrana   | 2-0     | Grzegorz Ciepliński (0-0)       | TKO (ciosy pięściami)                               | 1     | ?    | Chełm Boxing Show                                      | 05.11.2010 | Chełm         |                                                                      |
| Wygrana   | 1-0     | Błażej Nagórski (0-0)           | Decyzja (jednogłośna)                               | 2     | 5:00 | Fight Club Koszalin                                    | 15.05.2010 | Koszalin      |                                                                      |

### Boks
| Wynik     | Bilans | Przeciwnik (bilans przed walką) | Rozstrzygnięcie     | Runda | Czas | Rozgrywki                               | Data       | Miejsce             | Uwagi                             |
| --------- | ------ | ------------------------------- | ------------------- | ----- | ---- | --------------------------------------- | ---------- | ------------------- | --------------------------------- |
| Przegrana | 0-1    | Cezary Oleksiejczuk (0-0)       | TKO (trzy nokdauny) | 1     | ?    | Prime 11: Don Kasjo vs. Polish Zombie 2 | 11.01.2025 | Ostrów Wielkopolski | W oktagonie. W rękawicach do MMA. |